# Großer Preis von Bahrain 2023
Der Große Preis von Bahrain 2023 (offiziell Formula 1 Gulf Air Bahrain Grand Prix 2023) fand am 5. März auf dem Bahrain International Circuit in as-Sachir statt und war das erste Rennen der Formel-1-Weltmeisterschaft 2023.

## Bericht

### Hintergründe
Oscar Piastri (McLaren) und Logan Sargeant (Williams) debütierten bei diesem Grand Prix in der Formel-1-Weltmeisterschaft, Nyck de Vries (AlphaTauri) trat zum ersten Mal als Stammfahrer zu einem Grand Prix an. Pierre Gasly (Alpine) und Fernando Alonso (Aston Martin) traten zum ersten Mal für ihre neuen Teams an, Nico Hülkenberg (Haas) kehrte nach drei Jahren Abwesenheit als Stammfahrer in die Formel-1-Weltmeisterschaft zurück, nachdem er 2020 und 2022 für Aston Martin und dessen Vorgängerteam Racing Point als Ersatzfahrer bei fünf Grands Prix angetreten war.
Nachdem Lance Stroll bei den Testfahrten eine Woche zuvor noch verletzungsbedingt aussetzen musste, bestätigte Aston Martin im Vorfeld des Grand Prix, dass Stroll zum Saisonauftakt fit sei und am Wochenende teilnehmen werde.
Als amtierender Weltmeister ging Max Verstappen in die Saison.
Pirelli stellte den Fahrern die Reifenmischungen C1 Hard (weiß), C2 Medium (gelb) und C3 Soft (rot) sowie Cinturato Intermediates (grün) und Cinturato Full-Wets (blau) für nasse Bedingungen zur Verfügung.
Gasly (zehn), Stroll (acht), Alexander Albon (sieben), Alonso (sechs), Esteban Ocon (fünf), George Russell, Yuki Tsunoda, Zhou Guanyu (jeweils vier), Lando Norris, Kevin Magnussen (jeweils drei), Verstappen, Sergio Pérez (jeweils zwei) und Charles Leclerc (einer) gingen mit Strafpunkten ins Wochenende.
Mit Lewis Hamilton (fünfmal), Alonso (dreimal) und Leclerc (einmal) traten drei ehemalige Sieger zu diesem Grand Prix an.
Als Rennkommissare für dieses Rennwochenende fungierten Gerd Ennser (DEU), Mathieu Remmerie (BEL), Derek Warwick (GBR) und Mazen Al Hilli (BHR).

### Training
Im ersten freien Training war Pérez mit einer Zeit von 1:32,758 Minuten der Schnellste vor Alonso und Verstappen.
Im zweiten freien Training war Alonso mit einer Zeit von 1:30,907 Minuten der Schnellste vor den beiden Red Bull von Verstappen und Pérez.
Das dritte freie Training entschied mit einer Zeit von 1:32,340 Minuten erneut Alonso für sich. Auf den Plätzen zwei und drei folgten wieder die beiden Red Bull von Verstappen und Pérez.

### Qualifying
Das Qualifying bestand aus drei Teilen mit einer Nettolaufzeit von 45 Minuten. Im ersten Qualifying-Segment (Q1) hatten die Fahrer 18 Minuten Zeit, um sich für das Rennen zu qualifizieren. Alle Fahrer, die im ersten Abschnitt eine Zeit erzielten, die maximal 107 Prozent der schnellsten Rundenzeit betrug, qualifizierten sich für den Grand Prix. Die besten 15 Fahrer erreichten den nächsten Qualifikationsabschnitt. Carlos Sainz jr. war Schnellster. Gasly, de Vries, Piastri, Magnussen und Sargeant schieden aus.
Der zweite Abschnitt (Q2) dauerte 15 Minuten. Die schnellsten zehn Piloten qualifizierten sich für den dritten Teil des Qualifyings. Leclerc war Schnellster. Albon, Tsunoda, die Alfa-Romeo-Piloten und Norris schieden aus.
Der letzte Abschnitt (Q3) ging über eine Zeit von zwölf Minuten, in denen die ersten zehn Startpositionen vergeben wurden. Verstappen fuhr mit einer Rundenzeit von 1:29,708 Minuten die Bestzeit vor Pérez und Leclerc. Es war die 21. Pole-Position für Verstappen in der Formel-1-Weltmeisterschaft.

### Rennen
Vor dem Rennen wurde die zweite Einheit des Energierückgewinnungssystems und der elektronischen Steuereinheit in das Auto von Leclerc eingebaut. Der monegassische Ferrari-Fahrer wurde in der Startaufstellung nicht bestraft, da die neu installierten Komponenten zu denen gehörten, die im Rahmen der im technischen Reglement festgelegten Höchstzahl verwendet werden durften.
Fast alle Piloten starteten das Rennen auf weichen Reifen, nur Magnussen startete mit harten Reifen.
Verstappen startete gut von der Pole-Position aus und behielt die Führung. Pérez hingegen erwischte einen schlechten Start und fiel direkt hinter Leclerc zurück. Alonso fiel dahinter ebenfalls zunächst hinter Hamilton zurück und wurde in Kurve 4 dann von hinten von seinem Teamkollegen Stroll getroffen. Beide Piloten konnten das Rennen jedoch ohne Probleme fortsetzen. Kurz darauf ging auch Russell an Alonso vorbei, der sich nach einem über mehrere Runden andauernden Zweikampf die Position aber wieder zurückholte. In der nächsten Runde musste Piastri mit technischen Problemen aufgeben. In Runde 26 ging Pérez wieder an Leclerc vorbei, die Doppelführung für Red Bull wurde somit wieder hergestellt. Dahinter ereigneten sich einige Positionswechsel durch strategische Boxenstopps, die Top 8 pendelten sich bis Runde 37 in der Reihenfolge Verstappen, Pérez, Leclerc, Sainz jr., Hamilton, Alonso, Stroll und Russell ein. Alonso machte jedoch massiv Boden auf Hamilton gut und überholte diesen schließlich mit frischeren Reifen in Runde 38. In Runde 41 schied Leclerc mit Hydraulikproblemen aus. Da sein Wagen auf der Strecke zum Stehen kam, wurde das virtuelle Safety-Car eingesetzt.
Ocon bekam in den ersten Runden eine Fünf-Sekunden-Zeitstrafe, da sein Auto bei der Startaufstellung zu weit vorne stand. Diese saß er bei seinem ersten Stopp jedoch nicht korrekt ab, weswegen er eine weitere Fünf-Sekunden-Zeitstrafe erhielt. Aus diesen wurden schließlich 15 Sekunden wegen zu schnellen Fahrens in der Boxengasse. Ohnehin mit großem Abstand am Ende des Feldes unterwegs, stellte er schließlich seinen Wagen in Runde 41 in der Box ab. Mit den drei Strafen glich Ocon Pastor Maldonados Rekordzahl an Rennstrafen beim Großen Preis von Ungarn 2015 aus.
In der Schlussphase kam Alonso Sainz jr., der zu diesem Zeitpunkt hinter den beiden Red Bull auf dem dritten Platz lag, immer näher und überholte diesen schließlich in Runde 45.
Verstappen, der das Rennen boxenstoppbereinigt durchgehend anführte, gewann das Rennen somit vor Pérez und Alonso. Es war Verstappens erster Sieg in Bahrain sowie der erste Sieg eines Red Bull-Piloten beim Auftaktrennen seit dem Großen Preis von Australien 2011, außerdem war es der 36. Sieg in der Formel-1-Weltmeisterschaft für den Niederländer. Alonso holte sein erstes Podium seit dem Großen Preis von Katar 2021 sowie das zweite Podium für Aston Martin nach Sebastian Vettels zweitem Platz beim Großen Preis von Aserbaidschan 2021. Die restlichen Punkteränge belegten Sainz jr., Hamilton, Stroll, Russell, Bottas, Gasly und Albon. Zhou fuhr die schnellste Rennrunde, erhielt aber keinen Punkt dafür, da er das Rennen außerhalb der ersten Zehn beendete.
In der Fahrerwertung entsprach die Reihenfolge dem Rennergebnis. In der Konstrukteurswertung führte Red Bull vor Aston Martin und Mercedes.

## Meldeliste
| Team                                  | Nr. | Fahrer           | Chassis                           | Motor                             | Reifen |
| ------------------------------------- | --- | ---------------- | --------------------------------- | --------------------------------- | ------ |
| Oracle Red Bull Racing                | 01  | Max Verstappen   | Red Bull Racing RB19              | Honda RBPTH001                    | P      |
| Oracle Red Bull Racing                | 11  | Sergio Pérez     | Red Bull Racing RB19              | Honda RBPTH001                    | P      |
| Scuderia Ferrari                      | 16  | Charles Leclerc  | Ferrari SF-23                     | Ferrari 066/10                    | P      |
| Scuderia Ferrari                      | 55  | Carlos Sainz jr. | Ferrari SF-23                     | Ferrari 066/10                    | P      |
| Mercedes-AMG Petronas F1 Team         | 63  | George Russell   | Mercedes-AMG F1 W14 E Performance | Mercedes-AMG F1 M14 E Performance | P      |
| Mercedes-AMG Petronas F1 Team         | 44  | Lewis Hamilton   | Mercedes-AMG F1 W14 E Performance | Mercedes-AMG F1 M14 E Performance | P      |
| BWT Alpine F1 Team                    | 31  | Esteban Ocon     | Alpine A523                       | Renault E-Tech RE23               | P      |
| BWT Alpine F1 Team                    | 10  | Pierre Gasly     | Alpine A523                       | Renault E-Tech RE23               | P      |
| McLaren F1 Team                       | 81  | Oscar Piastri    | McLaren MCL60                     | Mercedes-AMG F1 M14 E Performance | P      |
| McLaren F1 Team                       | 04  | Lando Norris     | McLaren MCL60                     | Mercedes-AMG F1 M14 E Performance | P      |
| Alfa Romeo F1 Team Stake              | 77  | Valtteri Bottas  | Alfa Romeo C43                    | Ferrari 066/10                    | P      |
| Alfa Romeo F1 Team Stake              | 24  | Zhou Guanyu      | Alfa Romeo C43                    | Ferrari 066/10                    | P      |
| Aston Martin Aramco Cognizant F1 Team | 18  | Lance Stroll     | Aston Martin AMR23                | Mercedes-AMG F1 M14 E Performance | P      |
| Aston Martin Aramco Cognizant F1 Team | 14  | Fernando Alonso  | Aston Martin AMR23                | Mercedes-AMG F1 M14 E Performance | P      |
| MoneyGram Haas F1 Team                | 20  | Kevin Magnussen  | Haas VF-23                        | Ferrari 066/10                    | P      |
| MoneyGram Haas F1 Team                | 27  | Nico Hülkenberg  | Haas VF-23                        | Ferrari 066/10                    | P      |
| Scuderia AlphaTauri                   | 21  | Nyck de Vries    | AlphaTauri AT04                   | Honda RBPTH001                    | P      |
| Scuderia AlphaTauri                   | 22  | Yuki Tsunoda     | AlphaTauri AT04                   | Honda RBPTH001                    | P      |
| Williams Racing                       | 23  | Alexander Albon  | Williams FW45                     | Mercedes-AMG F1 M14 E Performance | P      |
| Williams Racing                       | 02  | Logan Sargeant   | Williams FW45                     | Mercedes-AMG F1 M14 E Performance | P      |

## Klassifikationen

### Qualifying
| Pos.                                                                      | Fahrer           | Konstrukteur                 | Q1       | Q2         | Q3         | Start |
| ------------------------------------------------------------------------- | ---------------- | ---------------------------- | -------- | ---------- | ---------- | ----- |
| 01                                                                        | Max Verstappen   | Red Bull Racing-Honda RBPT   | 1:31,295 | 1:30,503   | 1:29,708   | 01    |
| 02                                                                        | Sergio Pérez     | Red Bull Racing-Honda RBPT   | 1:31,479 | 1:30,746   | 1:29,846   | 02    |
| 03                                                                        | Charles Leclerc  | Ferrari                      | 1:31,094 | 1:30,282   | 1:30,000   | 03    |
| 04                                                                        | Carlos Sainz jr. | Ferrari                      | 1:30,993 | 1:30,515   | 1:30,154   | 04    |
| 05                                                                        | Fernando Alonso  | Aston Martin Aramco-Mercedes | 1:31,158 | 1:30,645   | 1:30,336   | 05    |
| 06                                                                        | George Russell   | Mercedes                     | 1:31,057 | 1:30,507   | 1:30,340   | 06    |
| 07                                                                        | Lewis Hamilton   | Mercedes                     | 1:31,543 | 1:30,513   | 1:30,384   | 07    |
| 08                                                                        | Lance Stroll     | Aston Martin Aramco-Mercedes | 1:31,184 | 1:31,127   | 1:30,836   | 08    |
| 09                                                                        | Esteban Ocon     | Alpine-Renault               | 1:31,508 | 1:30,914   | 1:30,984   | 09    |
| 10                                                                        | Nico Hülkenberg  | Haas-Ferrari                 | 1:31,204 | 1:30,809   | keine Zeit | 10    |
| 11                                                                        | Lando Norris     | McLaren-Mercedes             | 1:31,652 | 1:31,381   | –          | 11    |
| 12                                                                        | Valtteri Bottas  | Alfa Romeo-Ferrari           | 1:31,504 | 1:31,443   | –          | 12    |
| 13                                                                        | Zhou Guanyu      | Alfa Romeo-Ferrari           | 1:31,615 | 1:31,473   | –          | 13    |
| 14                                                                        | Yuki Tsunoda     | AlphaTauri-Honda RBPT        | 1:31,400 | 1:32,510   | –          | 14    |
| 15                                                                        | Alexander Albon  | Williams-Mercedes            | 1:31,461 | keine Zeit | –          | 15    |
| 16                                                                        | Logan Sargeant   | Williams-Mercedes            | 1:31,652 | –          | –          | 16    |
| 17                                                                        | Kevin Magnussen  | Haas-Ferrari                 | 1:31,892 | –          | –          | 17    |
| 18                                                                        | Oscar Piastri    | McLaren-Mercedes             | 1:32,101 | –          | –          | 18    |
| 19                                                                        | Nyck de Vries    | AlphaTauri-Honda RBPT        | 1:32,121 | –          | –          | 19    |
| 20                                                                        | Pierre Gasly     | Alpine-Renault               | 1:32,181 | –          | –          | 20    |
| 107-Prozent-Zeit: 1:37,362 min (bezogen auf Q1-Bestzeit von 1:30,993 min) |                  |                              |          |            |            |       |

Anmerkungen
1. 1 2  Norris und Sargeant fuhren in Q1 die identische Zeit (1:31,652). Da Norris die Zeit als Erster fuhr, wurde er vor Sargeant gewertet und zog in Q2 ein.

### Rennen
| Pos.                                                               | Fahrer           | Konstrukteur                 | Runden | Stopps | Zeit        | Start | Schnellste Runde |
| ------------------------------------------------------------------ | ---------------- | ---------------------------- | ------ | ------ | ----------- | ----- | ---------------- |
| 01                                                                 | Max Verstappen   | Red Bull Racing-Honda RBPT   | 57     | 2      | 1:33:56,736 | 01    | 1:36,236 (44.)   |
| 02                                                                 | Sergio Pérez     | Red Bull Racing-Honda RBPT   | 57     | 2      | + 11,987    | 02    | 1:36,344 (37.)   |
| 03                                                                 | Fernando Alonso  | Aston Martin Aramco-Mercedes | 57     | 2      | + 38,637    | 05    | 1:36,156 (36.)   |
| 04                                                                 | Carlos Sainz jr. | Ferrari                      | 57     | 2      | + 48,052    | 04    | 1:37,130 (37.)   |
| 05                                                                 | Lewis Hamilton   | Mercedes                     | 57     | 2      | + 50,977    | 07    | 1:36,546 (36.)   |
| 06                                                                 | Lance Stroll     | Aston Martin Aramco-Mercedes | 57     | 2      | + 54,502    | 08    | 1:36,546 (32.)   |
| 07                                                                 | George Russell   | Mercedes                     | 57     | 2      | + 55,873    | 06    | 1:37,221 (33.)   |
| 08                                                                 | Valtteri Bottas  | Alfa Romeo-Ferrari           | 57     | 2      | + 1:12,647  | 12    | 1:37,379 (31.)   |
| 09                                                                 | Pierre Gasly     | Alpine-Renault               | 57     | 3      | + 1:13,753  | 20    | 1:35,068 (42.)   |
| 10                                                                 | Alexander Albon  | Williams-Mercedes            | 57     | 3      | + 1:29,774  | 15    | 1:37,144 (43.)   |
| 11                                                                 | Yuki Tsunoda     | AlphaTauri-Honda RBPT        | 57     | 3      | + 1:30,870  | 14    | 1:36,637 (42.)   |
| 12                                                                 | Logan Sargeant   | Williams-Mercedes            | 56     | 3      | + 1 Runde   | 16    | 1:36,037 (42.)   |
| 13                                                                 | Kevin Magnussen  | Haas-Ferrari                 | 56     | 3      | + 1 Runde   | 17    | 1:36,471 (42.)   |
| 14                                                                 | Nyck de Vries    | AlphaTauri-Honda RBPT        | 56     | 2      | + 1 Runde   | 19    | 1:37,709 (30.)   |
| 15                                                                 | Nico Hülkenberg  | Haas-Ferrari                 | 56     | 3      | + 1 Runde   | 10    | 1:36,616 (42.)   |
| 16                                                                 | Zhou Guanyu      | Alfa Romeo-Ferrari           | 56     | 3      | + 1 Runde   | 13    | 1:33,996 (56.)   |
| 17                                                                 | Lando Norris     | McLaren-Mercedes             | 55     | 6      | + 2 Runden  | 11    | 1:35,822 (51.)   |
| –                                                                  | Esteban Ocon     | Alpine-Renault               | 41     | 3      | DNF         | 09    | 1:36,797 (34.)   |
| –                                                                  | Charles Leclerc  | Ferrari                      | 39     | 1      | DNF         | 03    | 1:37,170 (37.)   |
| –                                                                  | Oscar Piastri    | McLaren-Mercedes             | 13     | 0      | DNF         | 18    | 1:40,691 (03.)   |
| Fahrer des Tages: Fernando Alonso (53,3 % der abgegebenen Stimmen) |                  |                              |        |        |             |       |                  |

Anmerkungen
1. ↑  Hülkenberg bekam eine Zeitstrafe von 15 Sekunden wegen Missachtung der Track-Limits. An seiner Position änderte diese Strafe allerdings nichts.

## WM-Stände nach dem Rennen
Die ersten zehn des Rennens bekamen 25, 18, 15, 12, 10, 8, 6, 4, 2 bzw. 1 Punkt(e). Der zusätzliche Punkt für die schnellste Rennrunde wurde nicht vergeben, da der betreffende Fahrer außerhalb der ersten Zehn ins Ziel kam.

### Fahrerwertung
| Pos. | Fahrer           | Konstrukteur                 | Punkte |
| ---- | ---------------- | ---------------------------- | ------ |
| 01   | Max Verstappen   | Red Bull Racing-Honda RBPT   | 25     |
| 02   | Sergio Pérez     | Red Bull Racing-Honda RBPT   | 18     |
| 03   | Fernando Alonso  | Aston Martin Aramco-Mercedes | 15     |
| 04   | Carlos Sainz jr. | Ferrari                      | 12     |
| 05   | Lewis Hamilton   | Mercedes                     | 10     |
| 06   | Lance Stroll     | Aston Martin Aramco-Mercedes | 8      |
| 07   | George Russell   | Mercedes                     | 6      |
| 08   | Valtteri Bottas  | Alfa Romeo-Ferrari           | 4      |
| 09   | Pierre Gasly     | Alpine-Renault               | 2      |
| 10   | Alexander Albon  | Williams-Mercedes            | 1      |

| Pos. | Fahrer          | Konstrukteur          | Punkte |
| ---- | --------------- | --------------------- | ------ |
| 11   | Yuki Tsunoda    | AlphaTauri-Honda RBPT | 0      |
| 12   | Logan Sargeant  | Williams-Mercedes     | 0      |
| 13   | Kevin Magnussen | Haas-Ferrari          | 0      |
| 14   | Nyck de Vries   | AlphaTauri-Honda RBPT | 0      |
| 15   | Nico Hülkenberg | Haas-Ferrari          | 0      |
| 16   | Zhou Guanyu     | Alfa Romeo-Ferrari    | 0      |
| 17   | Lando Norris    | McLaren-Mercedes      | 0      |
| –    | Esteban Ocon    | Alpine-Renault        | 0      |
| –    | Charles Leclerc | Ferrari               | 0      |
| –    | Oscar Piastri   | McLaren-Mercedes      | 0      |

### Konstrukteurswertung
| Pos. | Konstrukteur                 | Punkte |
| ---- | ---------------------------- | ------ |
| 01   | Red Bull Racing-Honda RBPT   | 43     |
| 02   | Aston Martin Aramco-Mercedes | 23     |
| 03   | Mercedes                     | 16     |
| 04   | Ferrari                      | 12     |
| 05   | Alfa Romeo-Ferrari           | 4      |

| Pos. | Konstrukteur          | Punkte |
| ---- | --------------------- | ------ |
| 06   | Alpine-Renault        | 2      |
| 07   | Williams-Mercedes     | 1      |
| 08   | AlphaTauri-Honda RBPT | 0      |
| 09   | Haas-Ferrari          | 0      |
| 10   | McLaren-Mercedes      | 0      |